# Rolf Berndt (Anglist)
Rolf Otto Karl Berndt (* 9. Februar 1927 in Lauterbach (Rügen); † 26. April 1996 in Rostock) war ein deutscher klassischer Philologe und Anglist sowie Hochschullehrer für Theoretische und Angewandte Sprachwissenschaft an der Universität Rostock.

## Leben

### Familie
Rolf Berndt war der Sohn des Geflügelzüchters Otto Berndt und dessen Ehefrau Dorothea (geb. Subklew); sein Bruder war der spätere Japanologe Jürgen Berndt.
1955 heiratete er die Diplomphilologin Karin (geb. Ripke); sie hatten zwei Töchter.

### Werdegang
Rolf Berndt war von 1944 bis Kriegsende Marinehelfer, im Reichsarbeitsdienst sowie im Wehrdienst. Er wurde von 1945 bis 1946 durch die britische Armee in Nordwestdeutschland interniert und war in dieser Zeit als Dolmetscher in einer Entlassungsstelle tätig.
Nachdem er 1947 an der Ernst-Moritz-Arndt-Oberschule in Bergen auf Rügen bestanden hatte, begann er ein Studium der Anglistik und Romanistik an der Universität Greifswald, das er 1951 als Diplom-Anglist und -Romanist abschloss. Im Anschluss daran arbeitete er von 1951 bis 1960 als wissenschaftlicher Aspirant und Lehrbeauftragter an der Humboldt-Universität zu Berlin. Während dieser Zeit promovierte er 1954 zum Dr. phil. mit einer Dissertation zum Thema Form und Funktion des Verbums im nördlichen Spätaltenglischen, in der er die grammatischen Formen und deren syntaktische Beziehungsbedeutungen in einer entscheidenden Sprachumbruchperiode untersuchte.
Seine akademische Laufbahn setzte er an der Universität Rostock fort, wo er von 1960 bis 1992 tätig war. Zunächst als Dozent für Geschichte der englischen Sprache und ältere englische Literatur übernahm er 1964 die Dozentur für Englische Sprachwissenschaft. 1965 erhielt er einen Lehrstuhl für Englische Sprachwissenschaft und beschäftigte sich intensiv mit der älteren englischen Literatur. 1968 wurde er zum ordentlichen Professor für Theoretische und Angewandte Sprachwissenschaft (Anglistik) ernannt.
Er habilitierte sich 1963 an der Universität Rostock mit der Arbeit Die Sprachsituation in England während der ersten dreieinhalb Jahrhunderte nach der normannischen Eroberung, die die Behauptung und Durchsetzung des Englischen gegenüber dem Französischen beleuchtete. In seiner akademischen Laufbahn übernahm er verschiedene Leitungsfunktionen, darunter die des Direktors des Instituts für Anglistik/Amerikanistik und Prodekans, und war von 1980 bis 1983 Mitglied der Zentralen Fachkommission Englisch beim Ministerium für das Hoch- und Fachschulwesen der DDR.
Seine Mitgliedschaft in der International Association of University Professors of English (IAUPE) von 1978 bis zu seinem Tod sowie zahlreiche internationale Gastvorlesungen in Ländern wie Bulgarien, Schweden, Jugoslawien, Polen, Irak und Österreich belegten sein Engagement in der internationalen akademischen Gemeinschaft. Dazu hatte er Studien- und Forschungsaufenthalte in Großbritannien und den Vereinigten Staaten.
Nach seiner Emeritierung im Jahr 1992 erhielt er weiterhin Lehraufträge an der Universität Rostock und war 1995 als Gastprofessor an der Universität Innsbruck in Österreich tätig. Er hinterließ ein akademisches Erbe, das durch seine zahlreichen Veröffentlichungen und Werke geprägt ist, darunter 1982 A History of the English Language, das mehrfach aufgelegt wurde, und verschiedene Aufsätze zur englischen Sprachwissenschaft.

## Schriften (Auswahl)
- Form und Funktion des Verbums im nördlichen Spätaltenglischen. Eine Untersuchung der grammatischen Formen und ihrer syntaktischen Beziehungsbedeutungen. Halle: Niemeyer; 1956.
- Strukturalismus - Der Weg zu einer neuen „wissenschaftlichen“ Grammatik? In: Zeitschrift für Anglistik und Amerikanistik, Band 7. 1959. S. 270–280.
- Einführung in das Studium des Mittelenglischen unter Zugrundelegung des Prologs der "Canterbury Tales". Halle: Niemeyer, 1960.
- Form und Funktion des Verbums im nördlichen Spätaltenglischen. 1963.
- The Linguistic Situation in England from the Norman Conquest to the Loss of Normandy (1066–1204). In: Philologica Pragensia, Band 8. 1965. S. 145–163.
- Bemerkungen zur geschichtlichen Entwicklung der englischen Sprache. I: Lautgeschichte. II: Die Flexionsformen und ihre Verwendung. In: Zeitschrift für Anglistik und Amerikanistik, Band 16. 1968. S. 156–176.
- Transformational Generative Grammar and the Teaching of English. In: Zeitschrift für Anglistik und Amerikanistik, Band 18. 1970. S. 239–261.
- Recent Approaches to Grammar and Their Significance for Contrastive Structure Studies. In: The Yugoslav Serbo-Croatian - English Contrastive Project, B: Studies 3. 1971. S. 1–36 (pdf).
- A History of the English Language. Leipzig: Verlag Enzyklopädie; 1982.
- Transformational Generative Grammar and the Teaching of English. In: Zeitschrift für Anglistik und Amerikanistik, Band 18. 1970. S. 239–261.
- The Period of the Final Decline of French in Medieval England (Fourteenth and Early Fifteenth Centuries). In: Zeitschrift für Anglistik und Amerikanistik, Band 20. 1972. S. 341–369.
- A Semantically Based Approach to Language Description and Its Potential Impact on the Teaching of Foreign Languages. In: Poznan Studies in Contemporary Linguistics, Band 2. 1974. S. 33–64 (pdf).
- A Contribution to a Semantically Based Approach to Grammar. In: Kopenhagener Beiträge zur germanistischen Linguistik, Band 8. 1976. S. 1–69.
- French and English in Thirteenth-Century England: An Investigation into the Linguistic Situation after the Loss of the Duchy of Normandy and Other Continental Dominions. In: Aspekte der anglistischen Forschung in der DDR. Martin Lehnert zum 65. Geburtstag = Sitzungsberichte der Akademie der Wissenschaften der DDR, Band 16. 1976. S. 129–150.
- The "Ivanhoe" Legend and Changes in the English Lexicon after the Norman Conquest. In: Linguistische Arbeitsberichte, Band 35. 1981. S. 10–23.
- Reflections on the Development of Social Varieties of English in the Late(r) Middle English and Early Modern English Period. In: In: Zeitschrift für Anglistik und Amerikanistik, Band 34. 1986. S. 235–249.
- Some Remarks on Gerundive Nominals in Present-Day English (Intended Especially for German Learners). In: Essays on the English Language and Applied Linguistics on the Occasion of Gerhard Nickel’s 60th Birthday, ed. Josef Klegraf et al. Heidelberg, Groos. 1988. S. 31–46.
- Medieval English Studies in the German Democratic Republic. In: Medieval English Studies Newsletter, Band 21. 1989. S. 3–9.
- Fact or Not Fact - That Is the Question in the Semantic Interpretation of Gerundive Nominals. In: Languages in Contact and Contrast, ed. Vladimir Ivir et al. Berlin, Mouton de Gruyter. 1991. S. 41–59.
- The History of the English Language and Social History (French vs. English). In: Anglistentag 1991 Düsseldorf. Tübingen, Niemeyer. 1992. S. 276–292.
- Varying "Degrees of Nominalisation" of Person-Denoting Adjectives in Present-Day English Compared to Earlier Developmental Stages of the Language. In: WZUH 31:2. 1992. S. 75–83.